# Tomakomai
Tomakomai (苫小牧市, Tomakomai-shi) és una ciutat i municipi de Hokkaido, al Japó. És la ciutat més poblada de la subprefectura d'Iburi. Tomakomai és la cinquena ciutat amb més població de Hokkaido.

## Geografia
Tomakomai es troba a la subprefectura d'Iburi, de la qual és la ciutat més poblada.

## Història
- 1873: Es funda l'aldea de Tomakomai.
- 1918: Tomakomai passa a ser un municipi amb l'estatus de poble.
- 1948: Tomakomai passa a tindre l'estatus de ciutat de Tomakomai.

## Política

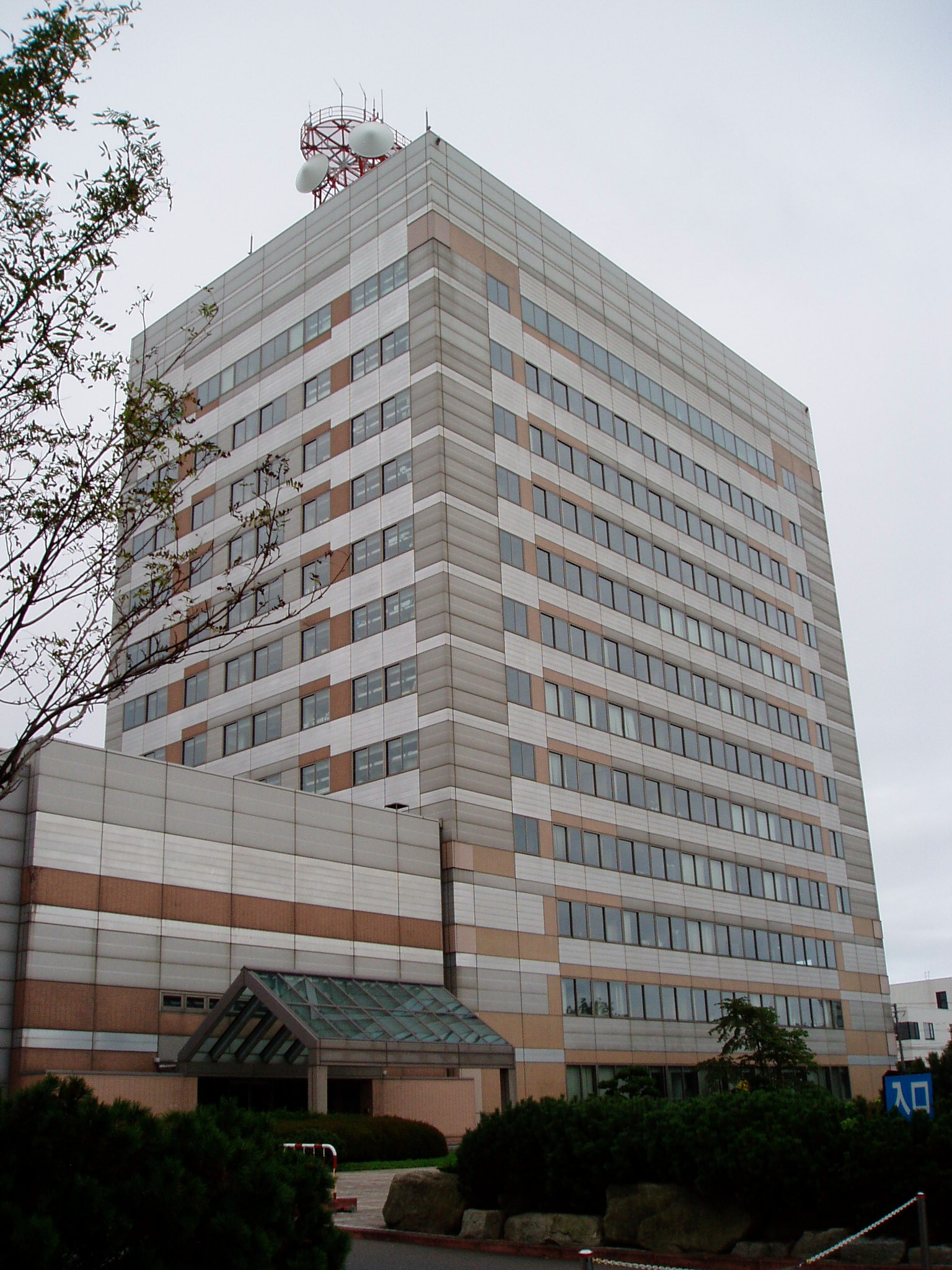
Edifici de l'ajuntament de Tomakomai

### Assemblea municipal
La composició del ple municipal de Tomakomai és la següent:
| Partit | Partit                    | Partit | Regidors |
| ------ | ------------------------- | ------ | -------- |
|        | Vent Verd                 |        | 8 / 28   |
|        | Kōmeitō                   | KMT    | 5 / 28   |
|        | Club Democràtic           |        | 5 / 28   |
|        | Fòrum Reformista          |        | 4 / 28   |
|        | Partit Comunista del Japó | PCJ    | 3 / 28   |
|        | Assemblea Ciutadana       |        | 2 / 28   |
|        | Independents              |        | 1 / 28   |
|        | Escons vacants            |        | 0 / 28   |

### Alcaldes
En aquesta taula només es reflecteixen els alcaldes democràtics, és a dir, des de l'any 1947.
| Període   | Alcalde          | Partit |
| --------- | ---------------- | ------ |
| 1948-1963 | Shōtarō Tanaka   | Ind.   |
| 1963-1983 | Genrō Ooizumi    | Ind.   |
| 1983-1987 | Minoru Itaya     | PLD    |
| 1987-2003 | Tadayuki Torigoe | PLD    |
| 2003-2006 | Tadashi Sakurai  | PLD    |
| 2006-     | Hirofumi Iwakura | PLD    |

## Demografia
Degut a la seua proximitat a Sapporo i a la seua forta indústria, Tomakomai és la cinquena ciutat més poblada de Hokkaido i amb uns nivells poblacionals estables, que es mantenen relativament malgrat a la caiguda demogràfica del Japó i, en especial, de Hokkaido. No obstant això, des de mitjans de la dècada dels 2010, Tomakomai pateix un lleuger descens d'habitants, mínim si el comparem amb altres ciutats de l'illa com Asahikawa o Kushiro. El creixement demogràfic de Tomakomai és de rècord i va vindre impulsat per la indústria local. Al 1920 la ciutat comptava amb només 17.565 habitants i el 2010, any de màxima població, hi havien 173.406 habitants.
| 1920   | 1950   | 1960   | 1970    | 1980    | 2000    | 2015    |
| ------ | ------ | ------ | ------- | ------- | ------- | ------- |
| 17.565 | 39.226 | 62.384 | 101.573 | 151.967 | 172.086 | 172.737 |

## Transport
- Nou Aeroport de Chitose: Construït l'any 1988, tot i que es diu Chitose, té part dels seus terrenys al terme de Tomakomai. Actualment a l'aeroport operen diverses aerolínies que volen a destins regionals, nacionals i internacionals.
- Port de Tomakomai: És un port de significativa importància a Hokkaido i al Japó. Serveix tant com per a transport de persones com per al de mercaderies, sent aquesta darrera la seua principal activitat. Existeix una terminal de ferris per al transport de passatgers.
- JR Hokkaidō: Per Tomakomai passen dues línies de la companyia de ferrocarrils de Hokkaido: la Línia Principal Muroran, la Línia Chitose i la Línia Principal Hidaka.

## Ciutats agermanades
- Hachiōji, Tòquio (Japó) (1973)
- Napier, Hawke's Bay, Nova Zelanda (1980)
- Nikkō, prefectura de Tochigi, Japó (1982)